# Joseph-Louis Metzger
Pour les articles homonymes, voir Metzger.
Joseph-Louis Metzger, né le 5 décembre 1905 à Saint-Louis, et guillotiné le 27 septembre 1943 à la prison Roter Ochse de Halle-an-der-Saale, est un résistant français.

## Biographie
Joseph-Louis est le fils de Philibert Metzger et de Louise Mangold.
Après avoir abandonné sa formation d'apprenti dans l'imprimerie, il exerce pendant une dizaine d'années le métier de monteur en chauffage.
En 1925, il fait son service militaire au 4e régiment de zouaves à Tunis.
En 1930, il épouse Anne Charpillet. Le couple a deux enfants.
Lorsque la Seconde Guerre mondiale éclate, il est mobilisé, le 27 septembre 1939, au 79e régiment régional de Montbéliard. Le 15 novembre, il est muté au 76e régiment régional dans le Haut-Rhin. Lors de la campagne de France, son unité est repoussée vers le sud du département et il est interné en Suisse,.
Le 3 novembre 1940, il s'évade de Suisse et rejoint sa famille à Saint-Louis où il trouve du travail dans la société Kraepflé,,.

### Résistance
En 1942, Joseph-Louis Metzger est contacté par un agent de renseignement britannique, par l'intermédiaire de bateliers du Rhin. Travaillant près de la ligne de chemin de fer Bâle-Mulhouse, il accepte de comptabiliser le trafic ferroviaire à la gare frontière de Saint-Louis. Puis il transmet des informations sur la production d'usines de métallurgie légère du sud du Haut-Rhin à Saint-Louis, Mulhouse, Willer-sur-Thur et Altkirch. Il informe aussi son agent que le secteur du Hartmannswilllerkopf dans les Vosges est désormais interdit aux civils car on y installe des fortifications,,.

### Arrestation, jugement
Le 28 octobre 1942, à la suite d'une dénonciation, Joseph-Louis Metzger est arrêté à Saint-Louis par la Gestapo. Il est emprisonné à la prison de Mulhouse puis transféré, le 14 février 1943, à celle d'Offenburg et enfin à celle de Alt Moabit à Berlin.
Les 26 et 28 mai 1943, il comparait, pour espionnage, devant le 4e Sénat du Reichskriegsgericht, présidé par le juge Biron. Il est condamné à la peine de mort pour espionnage, ainsi qu'au paiement de 450 Reichsmarks devant servir à récompenser le ou les dénonciateurs. Le 1er juin, il rencontre pendant une demi-heure son frère. Le 24 juin 1943, le recours en grâce est rejeté,,..
Le 27 septembre 1943, il est guillotiné, par le bourreau Ernst Reindel, à la prison Roter Ochse de Halle-an-der-Saale en même temps que les bateliers Charles Lieby, Emile Wendling et Lucien Jacob qui transmettaient ses informations en Suisse,,..
Il est incinéré le 2 octobre. Le 6 octobre, l'urne est déposée au cimetière Sainte-Gertrude. Elle est détruite lors d'un bombardement aérien. Une stèle, portant son nom, est posée dans le cimetière après la guerre,,.

## Distinctions
Il est reconnu « mort en déportation » et « déporté résistant ».
En 1959, il est décoré à titre posthume,:
- Médaille militaire ;
- Croix de guerre 1939–1945 avec palme ;
- Médaille de la Résistance française par décret du 3 septembre 1959.